# عبد الله بن عكيم
أبا معبد عبد الله بن عُكَيم الجهني، وقيل عبد الله بن حكيم، مختلف في صحبته. ذكره الطبراني في الصحابة، إلا أن البخاري قال: «أدرك النبي صلى الله عليه وآله وسلم، ولم يره، وسكن الكوفة.»، وقال أيضًا: «لايعرف له سماع صحيح». 
وقال البغوي: «يشك في سماعه»، وقال أبو نعيم الأصبهاني: «أدرك النبي صلى الله عليه وسلم ولم يره». وقال الترمذي: «وعبد الله بن عكيم لم يسمع من النبي».
وتوفّي في بالكوفة سنة 88 هـ في لاية الحجاج بن يوسف الثقفي.

## روايته للحديث
- روى عن: عمر بن الخطاب وعثمان بن عفان وعلي بن أبي طالب وعبد الله بن مسعود.[5][11]
- روى عنه: هلال الوزان ومسلم الجهني والحكم وزيد بن وهب وعبد الرحمن بن أبي ليلى والقاسم بن مخيمرة.[4][12][13][14]